# راي نوبل
راي نوبل (بالإنجليزية: Ray Noble)‏ هو عازف الجاز وملحن وموزع وممثل بريطاني (وحمل سابقاً جنسية المملكة المتحدة لبريطانيا العظمى وأيرلندا)، ولد في 17 ديسمبر 1903 ببرايتون في المملكة المتحدة، وتوفي في 2 أبريل 1978 بلندن في المملكة المتحدة.

## أعمال

### أفلام
- (1947) عالم نلهو فيه[8][9]

## وصلات خارجية
- راي نوبل على موقع IMDb (الإنجليزية)
- راي نوبل على موقع ميوزك برينز (الإنجليزية)
- راي نوبل على موقع أول موفي (الإنجليزية)
- راي نوبل على موقع قاعدة بيانات الأفلام السويدية (السويدية)
- راي نوبل على موقع أول ميوزيك (الإنجليزية)
- راي نوبل على موقع ديسكوغز (الإنجليزية)
- راي نوبل على موقع قاعدة بيانات الفيلم (الإنجليزية)